# Bourg-le-Roi
Bourg-le-Roi és un municipi francès, situat al departament de Sarthe i a la regió del País del Loira.